# Triathlon vid olympiska sommarspelen 2000
Tävlingarna i triathlon vid olympiska spelen 2000 i Sydney var första gången som sporten fanns med på det olympiska programmet.
Distanserna i de olympiska tävlingarna är följande:
1. Simning - 1 500 meter
2. Cykling - 40 kilometer
3. Löpning - 10 kilometer
I tävlingen kördes distanserna i följd.

## Medaljfördelning
| Pl. | Nation     | Guld | Silver | Brons | Totalt |
| --- | ---------- | ---- | ------ | ----- | ------ |
| 1   | Schweiz    | 1    | 0      | 1     | 2      |
| 2   | Kanada     | 1    | 0      | 0     | 1      |
| 3   | Australien | 0    | 1      | 0     | 1      |
| 4   | Tyskland   | 0    | 1      | 0     | 1      |
| 4   | Tjeckien   | 0    | 0      | 1     | 1      |

## Medaljörer
| Event              | Guld                     | Silver                     | Brons                  |
| Herrar Detaljer... | Simon Whitfield Kanada   | Stephan Vuckovic Tyskland  | Jan Řehula Tjeckien    |
| Damer Detaljer...  | Brigitte McMahon Schweiz | Michellie Jones Australien | Magali Messmer Schweiz |